# 国際標準化機構が定める国際標準一覧 (ISO 5000 から ISO 5999 まで)
ISO 4000 から ISO 4999 まで - 国際標準化機構が定める国際標準一覧 - ISO 6000 から ISO 6999 まで
- ISO 5000 商用及び延伸品質の連続溶融アルミニウム-シリコンめっき冷間還元炭素鋼鈑
- ISO 5001 ほうろう用冷間還元炭素鋼鈑
- ISO 5002 商用及び延伸品質の熱間圧延及び冷間還元電気亜鉛めっき炭素鋼鈑
- ISO 5003 非調製鋼の転てつ器及びクロッシング用平底普通レール及び特殊レール部分
- ISO 5005 土工機械の重心位置測定方法
- ISO 5006 土工機械 - 運転員の視野
- ISO 5007 農業用車輪付きトラクタ - 運転員のシート - 伝達振動の試験所測定
- ISO 5008 農業用車輪付きトラクタ及び耕作機械 - 運転者の全身振動の測定
- ISO 5010 土工機械 - ゴムタイヤ付き機械 - 操縦要求事項
- ISO 5011 内燃機関及びコンプレッサ用吸気装置 - 性能試験
- ISO 5013 内燃機関及びコンプレッサ用吸気装置 - 性能試験
- ISO 5014 緻密質耐火れんが及び耐火断熱れんが - 常温における曲げ強さの測定
- ISO 5016 耐火断熱れんが - かさ密度及び真気孔率の測定
- ISO 5017 緻密質耐火れんが - かさ密度、見掛気孔率、真気孔率の測定
- ISO 5018 耐火材料 - 真密度の測定
- ISO 5019 耐火れんが - 寸法
- ISO 5022 耐火れんが - 試料採取及び受入れ検査
- ISO 5024 石油及び液化石油ガス - 測定 - 比較基準条件
- ISO 5025 強化製品 - 織物 - 幅及び長さの測定
- ISO 5031 ばら物用連続運搬管理装置 - 空気圧操作用継手及びホース - 安全規定
- ISO/TR 5046 連続機械処理機器 - チェーン要素付コンベヤ及びエレベータの安全コード - ニップ地点の保護の例
- ISO 5048 連続運搬管理装置 - キャリヤローラ付きベルトコンベヤ運転出力及び張力の計算
- ISO 5061 飼料 - ひまし油の種の殻の測定方法 - 顕微鏡による方法
- ISO 5065 航空機 - 磁方位指示器
- ISO 5066 航空機 - 密閉形単安定電気リレー、2A及び3A
- ISO 5071 褐炭及び亜炭 - 分析サンプル中の揮発性物質の定量方法
- ISO 5072 褐炭及び亜炭 - 真相対密度及び見掛け相対密度の測定
- ISO 5073 褐炭及び亜炭 - フミン酸の定量
- ISO 5074 硬質炭 - ハードグローブ粉砕能指数の測定
- ISO 5077 繊維 - 洗濯及び乾燥による寸法変化の測定
- ISO 5079 織物繊維 - 個々の繊維が破断したときの破断荷重及び伸びの測定
- ISO 5068 褐炭及び亜炭 - 含水率の測定
- ISO 5069 褐炭及び亜炭 - サンプリングの原則
- ISO 5085 繊維 - 耐熱性の測定方法
- ISO 5086 繊維製床の敷物 - だん通織カーペット - サンプリング及び試験部位の選択
- ISO 5089 繊維 - 試験所試験サンプル及び化学試験用試験片の作成
- ISO 5122 ドキュメンテーション - 定期刊行物の要旨部分
- ISO 5123 ドキュメンテーション - 研究論文及び連載物のマイクロフィッシュのヘッダー
- ISO 5127 情報及びドキュメンテーション - 用語集
- ISO 5128 音響 - 自動車内の騒音の測定
- ISO 5129 音響 - 飛行中の航空機内部の音圧レベルの測定
- ISO 5131 音響 - 農林業用トラクタ及び機械 - 運転員の位置における騒音の測定 - 調査方法
- ISO 5145 ガス及び混合ガス用そく止弁出口 - 選択及び寸法
- ISO 5149 冷却及び加熱用機械冷却装置 - 安全要求事項
- ISO 5165 石油製品 - ディーゼル燃料の着火品質の測定方法 - セタンエンジン法
- ISO 5167 満水の円形断面管路に挿入された差圧装置による流体流量の計測
- ISO 5169 工作機械 - 潤滑管理表示方法
- ISO 5170 工作機械 - 潤滑方法
- ISO 5183 抵抗溶接用具 - 溶接棒アダプタ、テーパ1:10
- ISO 5194 アルミニウム及びアルミニウム合金中の亜鉛定量方法 - 原子吸光光度法
- ISO 5209 工業用汎用バルブ - マーク
- ISO 5210 工業用バルブ - マルチターンバルブアクチュエータの附属品
- ISO 5211 工業用バルブ - 一部ターンバルブアクチュエータの附属品
- ISO/IEC 5218 情報技術 - 人の性別の表示のためのコード
- ISO 5223 穀類の試験ふるい分け
- ISO 5232 繊維機械の図記号
- ISO 5238 繊維機械及び附属品 - ヤーンのパッケージ及び中間製品
- ISO 5239 繊維機械及び附属品 - ワインディング - 基本用語
- ISO 5243 繊維機械及び附属品 - 織機のドロップワイヤ及びヘルドフレームの番号付け
- ISO 5247 繊維機械及び附属品 - 織機
- ISO 5250 繊維機械及び附属品 - 染色機及び加工機 - 幅出し及び加熱処理の用語
- ISO 5251 ステンレス鋼突合せ溶接固定具
- ISO 5252 鋼管 - 公差方式
- ISO 5256 埋設又は水中敷設用鋼管及び取付具 - ビチュメン又はコールタール派生物質による外部及び内部コーティング
- ISO 5263 パルプ - 実験用湿式離解
- ISO 5264 パルプ - 実験用叩解
- ISO 5269 パルプ - 試験用手すき紙の調製方法
- ISO 5270 パルプ - 手すき紙 - 物理的特性の試験方法
- ISO 5285 コンベヤベルト - 保管及び取扱いの手引
- ISO 5288 タイミングベルト駆動装置 - 用語
- ISO 5289 農業機械 - エンドレス六角ベルト及び対応するプーリーの溝部分
- ISO 5291 ベルト駆動装置 - 連結従来型Vベルト用溝付きプーリー - 溝断面AJ、BJ、CJ及びDJ(有効システム)
- ISO 5293 コンベヤベルト - 三つのアイドラロールにおける最低移行距離の求め方式
- ISO 5294 タイミングベルト駆動装置 - プーリー
- ISO 5295 タイミングベルト駆動装置 - 電力定格及び駆動センタ - 距離の計算
- ISO 5296 タイミングベルト駆動装置 - ベルト
- ISO 5302 真空技術 - ターボ分子ポンプ - 性能特性の測定
- ISO 5308 固形肥料 - 大量移動する製品のサンプリング用機械装置の性能のチェック方法
- ISO 5311 肥料 - かさ密度(タップ密度)の測定
- ISO 5313 高窒素含有純粋硝酸アンモニウム肥料 - 定量又は油捕捉力
- ISO 5314 肥料 - アンモニア窒素成分の定量方法 - 蒸留後の滴定法
- ISO 5315 肥料 - 総窒素量の測定方法 - 蒸留後の滴定法
- ISO 5316 肥料 - 水溶性リン酸の抽出
- ISO 5317 肥料 - 水溶性カリウムの定量方法 - 試験液の作成
- ISO 5320 むく木製寄木 - もみ及びとうひ材の分類
- ISO 5328 むく木舗装ブロック - 軟材舗装ブロック - 品質要求事項
- ISO 5329 むく木舗装ブロック - 用語
- ISO 5333 針葉樹材生寄木ブロック - もみ及びとうひ寄木ブロックの分類
- ISO 5334 むく木製寄木 - 海洋性マツ材の分類
- ISO 5344 電動振動発生装置 - パフォーマンス特性
- ISO 5348 機械振動及び衝撃 - 加速度計の機械的取付け
- ISO 5353 土工機械、トラクタ及び農林業用機械 - 座席基準点
- ISO 5355 スキー用ブーツ - 安全要求事項及び試験方法
- ISO 5356 麻酔及び呼吸器具 - 円錐形コネクタ
- ISO 5364 麻酔及び呼吸機器 - 口腔咽頭気道
- ISO 5390 コンプレッサ - 分類
- ISO 5395 庭園用機器 - 燃焼式エンジン動力芝刈り機の安全要求事項
- ISO 5396 超硬合金ヘッディングダイ - 用語
- ISO 5402 レザー - 物理及び機械試験 - フレクソメータ法による曲げ耐性の測定
- ISO 5403 レザー - 物理及び機械試験 - 可とう性レザーの耐水性の測定
- ISO 5407 ヘッディングダイ用焼結超硬ペレット - 寸法及び公差
- ISO 5417 ロータリーキルン用耐火れんが - 寸法
- ISO 5421 バイト用語
- ISO 5426 情報及びドキュメンテーション - 図書情報交換用ラテン文字アルファベット符号化文字セットの拡張
- ISO 5427 図書情報交換用キリル文字アルファベット符号化文字セットの拡張
- ISO 5428 図書情報交換用ギリシャ文字アルファベット符号化文字セットの拡張
- ISO 5431 レザー - ウェットブルーの山羊の皮 - 仕様
- ISO 5444 工業用フルオロケイ酸ナトリウム - 105℃での減量の測定
- ISO 5450 フェロタングステン - 仕様及び出荷条件
- ISO 5451 フェロバナジウム - 仕様及び出荷条件
- ISO 5452 フェロモリブデン - 仕様及び出荷条件
- ISO 5453 フェロニオビウム - 仕様及び出荷条件
- ISO 5454 フェロチタン - 仕様及び出荷条件
- ISO 5455 製図 - 尺度
- ISO 5656 製図 - 投影法
- ISO 5457 製図 - 製図用紙のサイズ及び図面の様式
- ISO 5458 製品の幾何特性仕様(GPS) - 幾何公差表示方式 - 位置度公差方式
- ISO 5459 製図 - 幾何公差 - 幾何公差のデータム
- ISO 5468 超硬チップ付き回転及び回転衝撃石工ドリル用ビット - 寸法
- ISO 5489 船舶及び海洋技術 - 救命艇用なわばしご
- ISO 5492 官能試験 - 用語
- ISO 5500 脂肪種子残留物 - サンプリング
- ISO 5502 脂肪種子残留物 - 試験サンプルの作成
- ISO 5506 大豆製品 - ウレアーゼ活量の測定
- ISO 5507 脂肪種子、植物油脂 - 名称集
- ISO 5510 飼料 - 有効リジンの定量
- ISO 5511 脂肪種子 - 油分の定量方法 - 連続波低分解能核磁気共鳴分光分析による方法(迅速法)
- ISO 5521 果物、野菜及び派生製品 - 二酸化硫黄検出のための定性的方法
- ISO 5522 果物、野菜及び派生製品 - 全二酸化硫黄量の測定
- ISO 5525 ジャガイモ - 屋外(山積み)保管
- ISO 5529 小麦 - 沈降定数の測定方法 - ゼレニー試験
- ISO 5530 小麦粉 - 練り粉の物理特性
- ISO 5534 チーズ及び加工チーズ - 全固形分の測定(基準法)
- ISO 5537 粉乳 - 水分の測定(基準方法)
- ISO 5538 牛乳及び乳製品 - サンプリング - 属性による検査
- ISO 5543 カゼイン及びカゼイン塩 - 脂肪分の定量方法 - 重量法(参照方法)
- ISO 5545 レンネットカゼイン及びカゼイン塩 - 灰分の定量(参照方法)
- ISO 5548 カゼイン及びカゼイン塩 - ラクトース成分の定量方法 - 光度測定法
- ISO 5550 カゼイン及びカゼイン塩 - 水分の定量(参照方法)
- ISO 5553 肉及び肉製品 - ポリリン酸塩の検出
- ISO 5554 肉製品 - でんぷんの定量(参照方法)
- ISO 5555 動物性・植物性脂肪及び油 - サンプリング
- ISO 5558 動植物性脂肪及び油 - 酸化防止剤の検出及び識別 - 薄層クロマトグラフィ法
- ISO 5559 乾燥玉ねぎ(Allium cepa Linnaeus) - 仕様
- ISO 5560 乾燥にんにく(Allium sativum L.) - 仕様
- ISO 5561 粒状ブラックキャラウェイ及びブロンドキャラウェイ(Carum carvi Linnaeus) - 仕様
- ISO 5562 粒又は粉(粉末)状ターメリック - 仕様
- ISO 5563 乾燥ペッパーミント(Mentha piperita Linnaeus) - 仕様
- ISO 5564 粒又は粉状ブラックペッパー及びホワイトペッパー - ピペリン成分の定量方法 - 分光光度法
- ISO 5565 バニラ[Vanilla fragrans(Salisbury) Ames]
- ISO 5566 ターメリック - 着色力の測定方法 - 分光光度法
- ISO 5567 乾燥にんにく - 揮発性有機硫黄化合物の定量
- ISO 5572 造船及び海洋構造物 - 船内の装置及び構造要素の番号付け
- ISO 5576 非破壊試験 - 工業用X線とγ線による放射線 - 用語
- ISO 5577 非破壊試験 - 超音波探傷試験 - 用語
- ISO 5579 非破壊試験 - 金属材料のX線とγ線による放射線検査 - 基本規則
- ISO 5580 非破壊試験 - 工業用放射線透過写真用観察器 - 最小要件
- ISO 5600 ゴム - 円すい形状部品を用いる剛性材料の接着性の求め方
- ISO 5609 スローアウェイチップ用中ぐり棒 - 寸法
- ISO 5610 スローアウェイチップ用長方形シャンク付きバイトホルダ
- ISO 5611 スローアウェイチップ用タイプAカートリッジ - 寸法
- ISO 5614 坑内巻き上げ用ロックドコイルワイヤロープ - 技術的出荷条件
- ISO 5621 造船 - 機械空間及びトンネル用ビルジマッドボックス - 一般的設計の特徴
- ISO 5628 紙及び板紙 - 静的方法による曲げこわさ試験方法 - 一般的原理
- ISO 5631 紙及び板紙 - 拡散反射率法による色の測定
- ISO 5636 紙及び板紙 - 透気度試験方法(中間領域)
- ISO 5637 紙及び板紙 - 浸水後の吸水度試験方法
- ISO 5667 水質 - サンプリング
- ISO 5669 農業用トレーラ及び被けん引機器 - ブレーキシリンダ - 仕様
- ISO 5674 農林業用トラクタ及び機械 - パワーテイクオフ(PTO)ドライブシャフトのガード - 強度及び摩耗試験並びに合否基準
- ISO 5676 農林業用トラクタ及び機械 - 流体継手 - ブレーキ回路
- ISO 5682 作物保護機器 - 噴霧装置
- ISO 5691 種まき用機器 - ジャガイモ種まき機 - 試験方法
- ISO 5692 農業用車両 - トレーラとの機械的連結
- ISO 5696 農業用被けん引車 - ブレーキ及びブレーキ装置 - 試験所試験方法
- ISO 5697 農林業用車両 - ブレーキ性能の測定
- ISO 5700 農林業用トラクタ - 転倒防止構造(ROPS) - 静的試験方法及びg合否判定条件
- ISO 5702 刈取り機器 - コンバインの構成部品 - 同義語
- ISO 5703 ワイン醸造用機器 - ブドウ絞り機 - 試験方法
- ISO 5704 ワイン醸造用機器 - ブドウ刈取り機 - 試験方法
- ISO 5707 搾乳器 - 構造及び性能
- ISO 5711 農林業用トラクタ及び機械 - ホイールとハブの固定寸法
- ISO 5721 農業用トラクタ - 運転員の視野
- ISO 5725 測定方法及び測定結果の精確さ(真度及び精度)
- ISO 5738 牛乳及び乳製品 - 銅成分の定量方法 - 光度測定方法(参照方法)
- ISO 5742 プライヤ及びニッパ - 名称集
- ISO 5743 プライヤ及びニッパ - 一般技術要求事項
- ISO 5744 プライヤ及びニッパ - 試験方法
- ISO 5745 プライヤ及びニッパ - 固定及び操作用ニッパ - 寸法及び試験値
- ISO 5746 プライヤ及びニッパ - 技術者用プライヤ及び”架線作業員用”プライヤ - 寸法及び試験値
- ISO 5747 プライヤ及びニッパ - レバー補助式サイドカットプライヤ並びに前切り及び斜め切りニッパ
- ISO 5748 プライヤ及びニッパ - 前切りニッパ - 寸法及び試験値
- ISO 5749 プライヤ及びニッパ - 斜め切りニッパ - 寸法及び試験値
- ISO 5763 写真 - エレクトロニックフラッシュ装置の自動露出制御
- ISO 5764 牛乳 - 凝固点の測定方法 - サーミスタクリアスコープ法(基準方法)
- ISO 5765 粉ミルク、ドライアイス混合及びプロセスチーズ - ラクトース含有量の定量
- ISO 5768 映画撮影 - 16mm動画フィルムにタイプWのカメラアパーチャによって作り出される画像 - 位置及び寸法
- ISO 5772 標準調製燃料用ゴムホース及びホースアセンブリ - 規格
- ISO 5775 自転車のタイヤ及びリム
- ISO 5778 船舶及び海洋技術 - 小型鋼製風雨密ハッチ
- ISO 5780 造船 - 丸窓 - 位置
- ISO 5781 油圧動力 - 減圧弁、シーケンスバルブ、アンロード弁、スロットルバルブ及び逆止め弁 - 取付面
- ISO 5782 空気圧流体動力 - 圧縮空気フィルタ
- ISO 5783 油圧動力 - バルブ取付面及びカートリッジ形弁キャビティの識別コード
- ISO 5784 流体動力装置及び構成部品 - 流体論理回路
- ISO 5789 工業用ふっ素化炭化水素 - 非揮発性残留物の定量
- ISO 5790 工業用無機化学品 - 塩化物の一般的定量方法 - 水銀滴定法
- ISO 5794 ゴム用配合剤 - 沈降性水和シリカ
- ISO 5796 ゴム用配合剤 - 天然炭酸カルシウム - 試験方法
- ISO 5797 船舶及び海洋技術 - 耐火構造の窓及び丸窓
- ISO 5799 写真 - 直接撮影医療用及び歯科用X線写真フィルム/現像システム - ISOスピード及びISO平均階調の求め方
- ISO 5800 写真 - スチル写真用カラーネガティブフィルム - ISOスピードの求め方
- ISO 5806 情報処理－シングルヒット決定表
- ISO 5807 情報処理－データ，プログラム及びシステムフローチャート，プログラムネットワークチャート並びにシステムリソースチャートのドキュメンテーション記号及び規則
- ISO 5817 溶接－鋼，ニッケル，チタン及びこれらの合金のアーク融接継手（ビーム溶接を除く）－不完全部の品質水準
- ISO 5830 抵抗スポット溶接 - オスの電極キャップ
- ISO 5832 外科用インプラント - 金属材料
- ISO 5833 外科用インプラント - アクリル樹脂セメント
- ISO 5834 外科用インプラント - 超高分子量ポリエチレン
- ISO 5835 外科用インプラント - 六角の駆動接続部、ヘッドのきー球形下面、非対称形のねじを持つ骨用金属ねじ - 寸法
- ISO 5836 外科用インプラント - 骨用金属板 - 非対称形のねじ及び球形下面を持つねじの穴
- ISO 5837 外科用インプラント - 随内釘固定法
- ISO 5838 外科用インプラント - 骨端固定用ピン及び針金
- ISO 5855 宇宙航行体機器用MJねじ
- ISO 5858 宇宙航行体 - 最高使用温度425℃の戻り止めナット - 調達仕様書
- ISO 5864 ISOインチ系ねじ - 許容値及び公差
- ISO 5878 宇宙航行体用標準環境
- ISO 5897 乗用車 - リアウィンドウの曇り止め装置 - 試験方法
- ISO 5904 体操用具 - 床運動用着地マット及び表面 - 滑り止め力の測定
- ISO 5922 可鍛鋳鉄品
- ISO 5931 アルミニウム製造用炭素質物質 - か焼コークス及びか焼炭素製品 - エシュカ法による全硫黄量の測定
- ISO 5943 チーズ及び加工チーズ製品 - 塩化物成分の定量方法 - 電位差滴定法
- ISO 5945 ゴム - ポリイソプレン含有量の求め方 - 超音波合否判定試験
- ISO 5948 鉄道用圧延材 - 超音波探傷受入れ試験
- ISO 5950 商用及び展伸鍛造延用連続電気すずめっき冷間還元炭素鋼鈑
- ISO 5952 耐大気腐食性を改善した構造用品質の連続熱間圧延鋼鈑
- ISO 5954 硬さ要求事項による冷間還元炭素鋼鈑
- ISO 5959 銅及び銅合金 - ビスマスのジエチルジチオ炭酸塩吸光光度法
- ISO 5961 水質 - カドミウムの定量 - 原子吸光法
- ISO 5964 ドキュメンテーション - 多言語類語辞典の作成及び開発指針
- ISO 5968 ねじ切丸ダイス用語
- ISO 5971 衣服のサイズ表示法 - パンティストッキング
- ISO 5989 写真 - ハロゲン化銀写真感光材料処理用調合薬品 - 用語